# اس‌اس ایورنیا
اس‌اس ایورنیا (به انگلیسی: SS Ivernia) یک زیردریایی بود که طول آن ۶۰۰ فوت (۱۸۰ متر) بود. این زیردریایی در سال ۱۸۹۹ ساخته شد.